# Europsko prvenstvo u vaterpolu – Bologna 1927.
Vaterpolsko EP 1927. drugo je izdanje ovog natjecanja. Održano je u Bologni u Italiji od 31. kolovoza do 5. rujna.

## Konačni poredak
| Mj. | Država    |
| --- | --------- |
| 1.  | Mađarska  |
| 2.  | Francuska |
| 3.  | Belgija   |
| 4.  | Švedska   |

| Pobjednici            |
| --------------------- |
| Mađarska Drugi naslov |